# Ermoupolis
Ermoupolis este un oraș în Grecia.